# Sieriebrianyje Prudy
Sieriebrianyje Prudy (ros. Серебряные Пруды) – osiedle typu miejskiego w Rosji, w obwodzie moskiewskim. W 2020 liczyło 8 706 mieszkańców.
Cerkiew Znamieńska
z 1914 roku.